# Lockrop

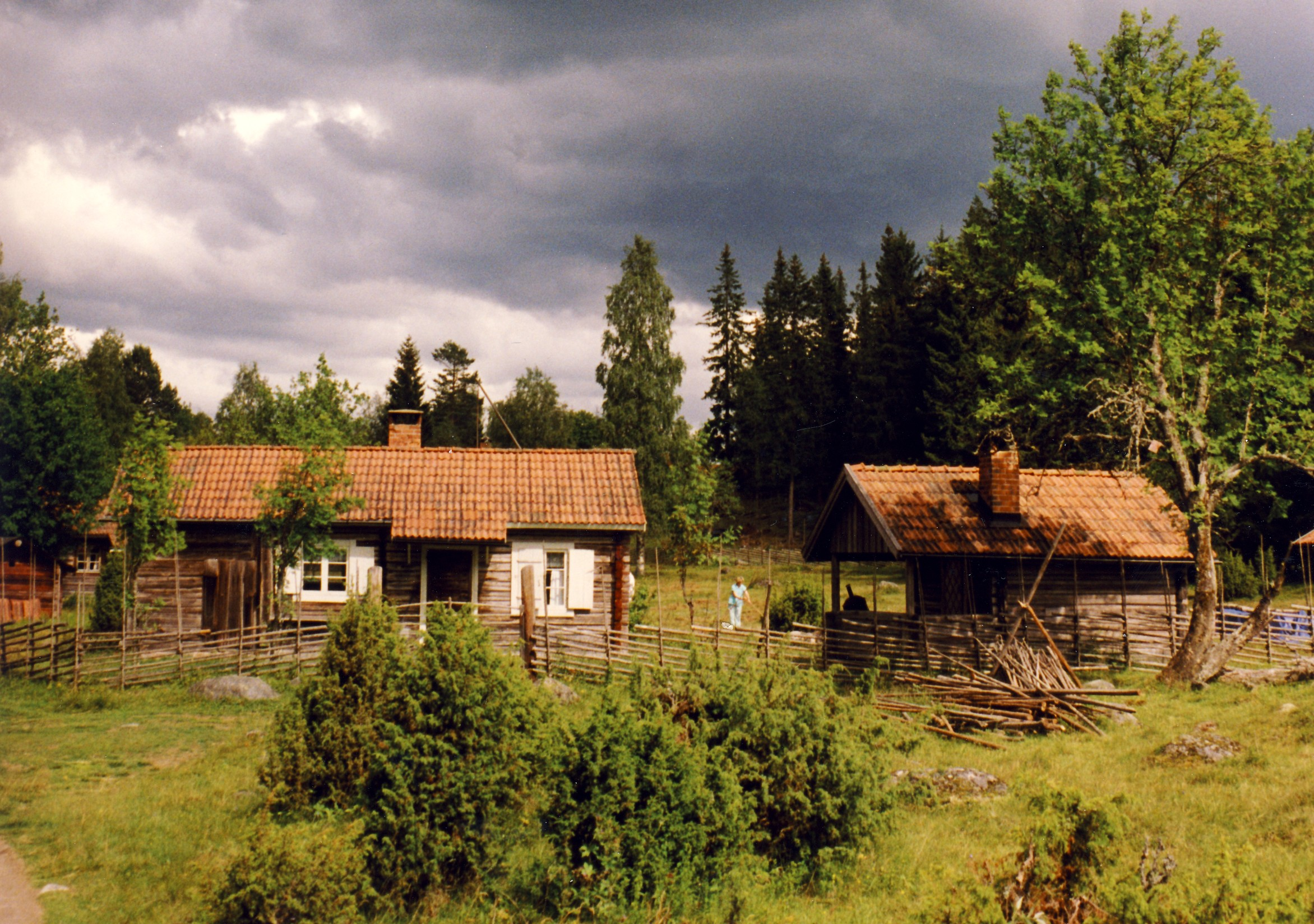
Bastbergets fäbod i Dalarna, 1993.

Lockrop är en övergripande term för skandinavisk vokal vallmusik med ursprung i fäbodsdriften. Det är en improvisatorisk och ursprungligen funktionell form för musicerande. Lockrop har använts som arbetsredskap inom fäbodkulturen - se fäboddrift - för att locka på boskap och för att kommunicera mellan fäbodar ute i skogarna. Ett antal dialektala termer har använts: kulning, kôlning, kauking, kaukning, hojning, kujning med flera. Termen kulning som härrör från Dalarna har under de senaste decennierna blivit den mest kända beteckningen på vallmusikens lockrop. I Norge och i gränstrakterna mellan Sverige och Norge finns också beteckningar som lalning eller lålning. Rösttekniken karakteriseras av en kraftig tonansats och vibratofri ton, ibland i extremt högt register, men omfattar också rop i talläge.

## Historia
Lockrop är i första hand funktionell musik och har använts inom fäboddrift, dels för att locka på kor, får och getter vid vallning, dels som kommunikation mellan människor. Belägg finns från och med medeltiden och vallmusik användes som arbetsredskap in på 1900-talet, men regelbundet bruk klingade av under århundradets andra hälft. Arbetet med mjölkboskap har i Skandinavien främst hört till kvinnors och barns arbetsområden. Därmed är lockropen en musikform som främst har utformats av kvinnliga utövare. I dokumenterat material finns dock även manliga utövare. Fäboddriften tillämpades norr om en linje från Bohuslän via Värmland mot nordost. Anledningen var brist på betesmark nära gårdarna, vilket löstes genom att boskapen fick beta i skogsområden på ganska stort avstånd från byn. Kvinnor och barn som vallade boskapen och skötte mjölkhanteringen bodde i fäbodar under sommarmånaderna. Ropen behövdes för att hålla samman djurflockarna och för att kommunicera till grannfäboden när ett djur hade sprungit bort och måste letas upp. Avstånden var stora, och därför utvecklades en röstteknik som kan bära upp till flera kilometer, beroende på terrängen.
Lockrop har dokumenterats främst av Sveriges Radio (Matts Arnberg) och Svenskt visarkiv under perioden 1950-tal till 1980-tal i Dalarna, Hälsingland, Härjedalen, Jämtland, Värmland och Ångermanland. Ett urval sådana fältinspelningar finns utgivna på lp och cd - se nedan - och några finns i strömmat format i databasen Inspelningar i Svenskt visarkiv på Musikverkets webbplats.

## Matts Arnbergs ljudinspelningar
Lockrop har dokumenterats främst av Sveriges Radio (Matts Arnberg) och Svenskt visarkiv under perioden 1950-tal till 1980-tal i Dalarna, Hälsingland, Härjedalen, Jämtland, Värmland och Ångermanland. Ett urval sådana fältinspelningar finns utgivna på lp och cd - se nedan - och några finns i strömmat format i databasen Inspelningar i Svenskt visarkiv på Musikverkets webbplats.  Här följer några exempel av Matts Arnbergs inspelningar.

## Terminologi
Det övergripande begreppet för den vokala vallmusiken är lockrop. Ett antal dialektala termer har använts: kulning, kôlning, kauking, kaukning, hojning, kujning med flera. Termen kulning (och verbformen kula) härrör från Dalarna och har under de senaste decennierna blivit den mest kända beteckningen på vallmusikens lockrop.  Benämningen kauking eller kaukning, som är vanliga i Jämtland och Härjedalen, kommer från det norska ordet kauke, som betyder "hojta", "ropa" (jämför Västerbottniska kǫuk’). I ordet finns den urnordiska diftongen au som antingen uttalas med varianterna [køuking] och [kouking] (det vil säga inte med diftongering av au), eller diftongupplöst som i [køking] eller [kåking]. I svenska motsvaras urnordiskt au av ö. I Norge och i gränstrakterna mellan Sverige och Norge finns också beteckningen lalning eller lålning.

## Musikaliska karakteristika

### Struktur, tonalitet och röstteknik
Det som idag oftast kallas kulning eller lockrop består ljudmässigt av tre olika, sammanvävda, delar. Dels används - oftast ordlösa - melodiska fraser, ibland i högt röstläge men även i lägre. De kombineras med ropade ramsor i talröstläge som kan bestå av till exempel uppräkning av djurnamn eller uppmaningar som "kom nu hit då". Ett tredje inslag är andra rop och ljud, som till exempel kan efterlikna fårens eller getternas egna läten. De olika delarna vävs samman sömlöst. Ett exempel utgörs av fältinspelningarna med Tjugmyr Maria Larsson från Åsens by i Älvdalen, Dalarna, som finns återgivna på cd:n Lockrop och vallåtar av Caprice Records (CAP 21483). Den aspekt av kulningen som har tilldragit sig mest uppmärksamhet är annars de långa och ekvilibristiska melodislingorna i högt läge som framför allt har dokumenterats från några utövare från Transtrand i nordvästra Dalarna. Elin Lisslass och Karin Edvardsson Johansson representerar denna stil på den nämnda cd-utgåvan.
Lockropen intar en särställning i den skandinaviska folkmusiken genom att de har en improvisatorisk struktur (vilket även gäller många vaggvisor). Utövaren utgår från korta melodifraser och ljudelement som kan varieras och byggas ut till långa tonräckor. Eftersom det är fråga om funktionsmusik har längden bestämts av behovet - man har ropat tills kon kom hem eller någon annan svarade att hon var återfunnen. Två personer kan också kula/kauka i dialog med varandra så att den ena tar upp och förändrar ett motiv som den andra just har ropat. 
Den tonala grunden i vallmusik är ett äldre, modalt tonförråd som ibland kallas vallåtsmodus. Det omfattar både stabila och variabla tonplatser, där de variabla (ters, kvart, sext och septima) kan ha mikrotonal intonation förutom att vara stora eller små respektive rena eller överskridande. Mikrotonerna kallas ibland blå toner och kan ligga till exempel mellan c och ciss.Tonförråd av liknande karaktär, linjärt uppbyggda kring grundton och referenstoner, finns också i andra delar av den äldre folkliga musiken, till exempel polskor, folkliga koraler och vaggvisor. Detta slags improvisation över ett modus eller tonförråd kan funktionellt liknas vid modal improvisation i jazz, även om kontexten är helt annorlunda.   

### Röstforskning
Tonalitet och röstteknik i lockropen har utforskats av en rad författare. Den som först fördjupade sig i akustiska såväl som musiketnologiska aspekter på lockrop var Anna [Ivarsdotter]Johnson. I sin doktorsavhandling (1986, s.216–259) redovisar hon några grundläggande karakteristika för den röstteknik som används för kulning. Hon påpekar bland annat att det råder en stark korrelation mellan frekvens och amplitud, främst i högre register och att tvärtemot vad som oftast är fallet så rör sig struphuvudet med frekvens – dvs ju högre tonhöjd, desto högre placerat struphuvud. Vid riktigt höga toner fann Johnson att struphuvudet höjdes med upp till 39 mm. Johnson fann vidare att käköppningsgraden följde frekvens (ju högre tonhöjd, desto öppnare käke), vilket också är fallet i klassiskt skolad sång. Farynx (svalget) spänns vid kulning åt så hårt att optisk glottografi omöjliggjordes. Johnson rapporterar också att ansatsrörets längd (eng. vocal tract length) varierades i hög grad under kulning, med upp till 37 mm.
Uttman (2002) studerade ett antal fonogram och jämförde övertonsspektra mellan kulning och "normal" folksång. Hon fann att övertoner var starka/synliga i långt högre register än vid normal folksång. Lingvisten/fonetikern Robert Eklund, logopeden Anita McAllister och logopeden/kulerskan Fanny Pehrson presenterade 2013 en studie där de jämförde kulning, huvudklang (ofta felaktigt kallat falsett) och normal (bröst/normal) röst inspelade i ett normalt rum och i ett ekodämpat rum. De fann – i likhet med Uttman (2002) – att medan övertoner i huvudklang enbart var starka/synliga upp till cirka 5 000 Hz så observerades starka övertoner upp till 15 000 Hz i kulning.
Susanne Rosenberg, Musikhögskolan i Stockholm och Johan Sundberg, KTH, publicerade 2008 en studie av kulningsteknik från ett kombinerat tekniskt och pedagogiskt perspektiv, där de fokuserar på laborativ mätning av det s.k. subglottiska trycket, dvs. hur högt trycket underifrån mot stämbanden behöver vara för att generera tillräckligt starkt ljud.
År 2015 presenterade Eklund och McAllister två studier av samma sång, framförd av Fanny Pehrson, men denna gång inspelad utomhus och på plats i Dalarna. Eklund och McAllister fann att övertonsspektra påverkades mindre av ökat avstånd från källan i kulning än i huvudklang ("falsett") och att övertoner i kulning var synliga i mycket högre register än i huvudklang. Vad gäller amplituden föll inte intensiteten lika mycket i kulning som i huvudklang, som en funktion av ökat avstånd från källan. Vid simultan inspelning på 1 och 11 meters avstånd från källan minskade amplituden med 25,2 dB i huvudklang men enbart 9,4 dB i kulning. Detta visar på kulningens lämplighet för ljudpropagering över stora avstånd i en naturlig miljö.  
År 2016 presenterade Ahmed Geneid, Anna-Maria Laukannen, Robert Eklund och Anita McAllister en studie där de använt elektroglottografi, stroboskopi och nasofiberendoscopy på en kulerska (Fanny Pehrson; se ovan) som producerade såväl kulning som falsettsång. Geneid och kollegor fann att kulning, jämfört med falsett, uppvisade högre grad av kontakt och längre slutningstid mellan stämläpparna. Geneid och kollegor fann även medial och anteroposterior förträngning i larynx under kulning.

## Nutida användning
Lockropstekniken används i nutida folkmusik ofta som konsertinslag tillsammans med visor och låtar. Både kulning och vallåtar på kohorn eller bockhorn kan användas som invigningsmusik på festivaler och spelmansstämmor. Kulningsslingor har också använts i musikaliska arrangemang och nykomponerad musik, bland annat av Susanne Rosenberg,  Lena Willemark och Marie Selander. Lockropstekniken är ett exempel på ett folkmusikaliskt element som brukas i såväl genreöverskridande som konstmusikaliska kompositioner. Tonsättare inom det konstmusikaliska området som har använt tekniken är Anders Emilsson, Karin Rehnqvist och Moa Sterner Rydkvist[källa behövs].  Även Ingvar Lidholm inspirerades av lockropen från Transtrand i sin komposition Riter (1959-60).